# نگوساویه
نگوساویه (به صربی: Negosavlje) یک منطقهٔ مسکونی در صربستان است که در مدوجا واقع شده‌است. نگوساویه ۴۲۶ نفر جمعیت دارد.